# Jordi Gallardo Fernàndez
Jordi Gallardo Fernàndez (Andorra la Vieja, 23 de marzo de 1976) es un político, historiador y empresario andorrano.

## Biografía
Nacido en la capital andorrana el día 23 de marzo del año 1976. Es licenciado en Historia por la Universidad de Lérida (UlD), también tiene una Maestría en Administración de Empresas (MBA) por la IESE Business School de la ciudad de Barcelona.
En el mundo de la política es militante de Liberales de Andorra, partido que preside desde el año 2014 y donde también ha ostentado el cargo de secretario de organización, así como la presidencia de la sección joven.
En 2005 ya ocupó su primer cargo de responsabilidad como Director de Patrimonio Cultural y Política Lingüística. Luego, entre 2007 y 2009 fue Secretario de Estado de Política Cultural.
En el 2009 decidió desarrollar su vida profesional en el sector privado dónde ocupó el cargo de adjunto de dirección en la empresa Via Moda Andorra hasta el 2015.
En las Elecciones parlamentarias de Andorra de 2015 logró un escaño como Consejero en el Consejo General de Andorra.
Durante la VII legislatura, ha sido Presidente Suplente y Presidente del Grupo Parlamentario Liberal, Miembro de la Comisión Especial de Vigilancia y Prevención de Riesgo para la Estabilidad Financiera, Miembro de la Comisión Legislativa de Sanidad y Medio Ambiente, Miembro de la Comisión Legislativa de Interior, Vicepresidente de la Comisión Legislativa de Finanzas y Presupuesto, y Miembro de la Comisión Legislativa de Política Exterior. 
Fue candidato a presidente del Gobierno por Liberales de Andorra en las Elecciones parlamentarias de Andorra de 2019. Fruto de las negociaciones para formar Gobierno, Gallardo entró a formar parte del Ejecutivo a raíz del acuerdo de coalición formado por: Liberales de Andorra, Demócratas por Andorra y Ciudadanos Comprometidos.
El día 21 de mayo de 2019 fue nombrado Ministro de Presidencia, Economía y Empresa del Principado de Andorra.